# Мітлиця виноградникова
Мітлиця виногра́дникова (Agrostis vinealis) — багаторічна рослина родини тонконогових. Кормова і декоративна культура, що використовується як газонна трава.

## Опис

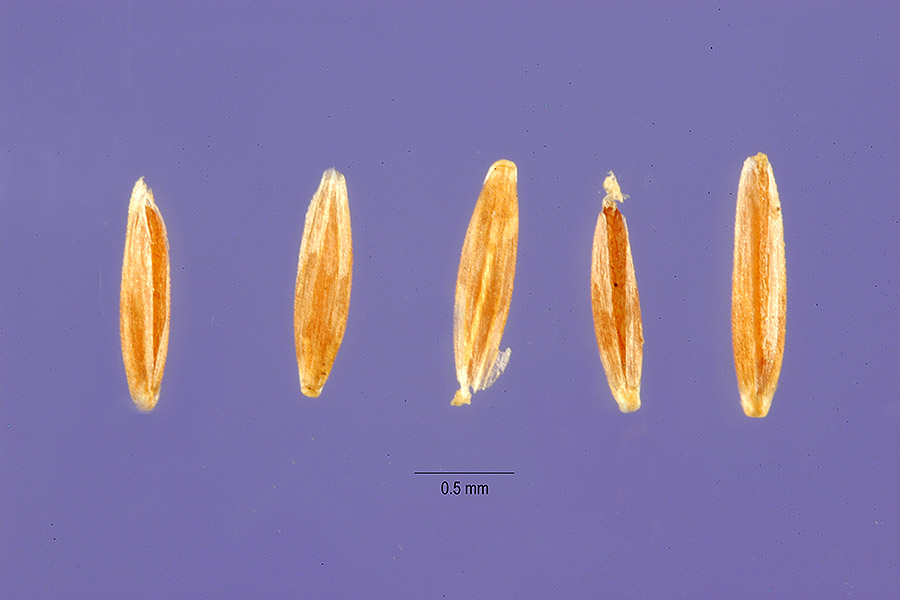
Насіння мітлиці виноградникової

Багаторічний злак. Стебла 20-110 см заввишки, по декілька штук, але частіше численні, з небагатьма стебловими листками. Кореневища короткі, з тонкими недовгими підземними пагонами. Листя щетиноподібні згорнуті, 3-14 см завдовжки, (0,5) 1,5-4 мм завширшки. Прикореневі листя згорнуті, 0,5-1,5 мм в діаметрі, сірувато-зелені, довго і тонко загострені, з обох сторін майже голі, рідше слабо шорсткі з нижньої (зовнішньої) сторони. Язичок короткий, до 2 мм завдовжки. Волоті 5-20 см завдовжки, до цвітіння і після нього стислі або слабо розлогі, до 5 см завширшки, гілочки їх спрямовані косо вгору, тонкі, майже по всій довжині більш-менш гострошорсткуваті, рідко в нижній частині майже голі. Колоски 1,5-2,2 (2,5) мм завдовжки, фіолетові, рудувато-фіолетові або блідо-зелені. Колоскові луски близько 2 мм завдовжки, майже рівні або злегка нерівні, нижні зазвичай трохи довше верхніх, майже по всьому кілю гострошорсткуваті і, крім того, поблизу верхівки засаджені густими короткими шипиками. Нижні квіткові луски трохи коротше колоскових, 1,25-2 мм завдовжки, з більш-менш колінчастим остюком, котра виходить з нижньої третини спинки луски, рідше безості; верхні квіткові луски недорозвинені. Пиляки 0,8-1,3 мм завдовжки. Цвіте в травні-червні. Анемофіл.
Число хромосом: 2n = 14, 28.

## Поширення

### Природний ареал
- Північна Африка: Алжир; Туніс
- Азія
  - Західна Азія: Афганістан; Туреччина
  - Кавказ: Вірменія; Азербайджан; Росія — Передкавказзя, Дагестан
  - Сибір: Алтайський край, Республіка Алтай, Кемеровська область, Красноярський край, Курганська область, Новосибірська область, Омська область, Томська область, Тюменська область
  - Монголія
  - Далекий Схід Росії: Амурська область, Хабаровський край, Магаданська область, Приморський край, Сахалінська область
  - Китай: Хейлунцзян, Цзілінь, Ляонін, Внутрішня Монголія
  - Східна Азія: Корея
- Тропічна Азія
  - Індійський субконтинент: Індія — Джамму та Кашмір; Пакистан
- Європа
  - Північна Європа: Данія; Норвегія; Швеція; Об'єднане Королівство
  - Середня Європа: Австрія; Бельгія; Чехія; Німеччина; Угорщина; Нідерланди; Польща; Словаччина
  - Східна Європа: Білорусь; Естонія; Латвія; Литва; Росія — європейська частина; Україна (вкл. Крим)
  - Південно-Східна Європа: Албанія; Румунія; Словенія
  - Південно-Західна Європа: Франція
- Північна Америка
  - Субарктична Америка: Ґренландія); США — Аляска

## Екологія
Росте у степах і лісостепах, нижньому і середньому гірському поясі на сухих схилах, на сирих солонцюватих і вологих суходільних луках, лісових галявинах, в остепнених лісах, іноді розростається на покладах.

## Господарське значення
Використовується як кормова і газонна рослина.